# Czarno to widzę (film)
Czarno to widzę – polski film obyczajowy w reżyserii Wawrzyńca Stuoki-Gucewicza z 2003 roku.

## Główni bohaterowie
- Daniel Wyczesany jako Czarny
- Maja Hirsch jako Zofia
- Arkadiusz Janiczek jako Zbyszek
- Magdalena Wójcik jako protokolantka
- Małgorzata Lipmann jako Lukrecja

## Opis fabuły
Czarny wychodzi z więzienia. Nie jest jednak typowym przestępcą, ma zwyczaj wchodzenia do cudzych mieszkań, aby obcować z przedmiotami, oglądać je i dotykać. W ten sposób poznaje mieszkańców. Po wieczornej wizycie w barze Czarny znów włamuje się do mieszkania.